# Massangis
Massangis là một xã của Pháp,tọa lạc ở tỉnh Yonne trong vùng Bourgogne-Franche-Comté. Làng này đã được đề cập năm 1145 dưới tên "Massengi".

## Hành chính
| Danh sách các thị trưởng               |                |                         |      |         |
| Giai đoạn                              | Giai đoạn      | Tên                     | Đảng | Tư cách |
| 1944                                   | Mars 1989      | Odette Pagani           |      |         |
| Mars 1989                              | Septembre 1995 | Marcel-élie Macheboeuf  |      |         |
| Septembre 1995                         | 2006           | Michel Tavaillot        |      |         |
| 2006                                   | Mars 2008      | Jacques Joseph-François |      |         |
| mars 2008                              | ......         | Xavier Courtois         |      |         |
| Tất cả các dữ liệu trước đây không rõ. |                |                         |      |         |

## Biến động dân số
| 1793 | 1800 | 1806 | 1821 | 1831 | 1836 | 1841 | 1846 | 1851 |
| ---- | ---- | ---- | ---- | ---- | ---- | ---- | ---- | ---- |
| 539  | 568  | 677  | 639  | 1108 | 1056 | 1005 | 963  | 1023 |

| 1856 | 1861 | 1866 | 1872 | 1876 | 1881 | 1886 | 1891 | 1896 |
| ---- | ---- | ---- | ---- | ---- | ---- | ---- | ---- | ---- |
| 995  | 942  | 901  | 826  | 486  | 463  | 537  | 483  | 504  |

| 1901 | 1906 | 1911 | 1921 | 1926 | 1931 | 1936 | 1946 | 1954 |
| ---- | ---- | ---- | ---- | ---- | ---- | ---- | ---- | ---- |
| 567  | 689  | 636  | 579  | 633  | 650  | 489  | 404  | 445  |

| 1962                                         | 1968 | 1975 | 1982 | 1990 | 1999 | 2006 | - | - |
| -------------------------------------------- | ---- | ---- | ---- | ---- | ---- | ---- | - | - |
| 462                                          | 579  | 517  | 460  | 469  | 400  | 404  | - | - |
| Số liệu kể từ 1962 : dân số không tính trùng |      |      |      |      |      |      |   |   |